# III Simfonija (Brukner)
SIMFONIJA broj 3. d - moll, WAB 103, Antona Bruknera

## Opšte karakteristike
Punih pet godina Brukner je radio na njoj. Započeta je 1873. a 1878. dovršena i premijerno izvedena. Kada je te godine Brukner posetio Vagnera, pokazao mu je partiture ove i Druge Simfonije. Tom prilikom je dobio i saglasnost da mu posveti Treću, pa je u podnaslovu ove Simfonije ostalo zapisano: Majstoru Rihardu Vagneru u najdubljem poštovanju posvećeno. Četiri njena stava obrazuju celinu trajanja 56 minuta.

## Analiza dela
Prvi stav je opsežni Mäßig bewegt (Masivno, ali umereno). Počinje jednim dugačkim orgelpunktom, nad kojim se oglašavaju figure u gudačima. U četvrtom taktu truba donosi glavnu temu, koju zatim horna lirski razrađuje, a sve se to razvija u intervalma kvinte i oktave. Na to drveni duvači donose jedan kratak intermeco, a gudači sa velikim uzletom i kraćim stišavanjem okončavaju glavnu temu. Ova početna scena se zatim ponavlja, pa sledi nastup druge teme, pastoralne po karakteru i donose je rog i gudači - viole. Ekspoziciju okončava treća tema, jedan koral u trubama. U razvojnom delu dolazi do izražaja snažna orkestarska igra plime i oseke, pa se muzički materijal uliva u konvencionalnu reprizu iza koje veličanstvena koda okončava stav trajanja 20 mnuta.
Drugi stav je Adagio - Etwas bewegt (Nešto umerenije) - Quasi Andante. Stav je religoznog raspoloženja, započinje u stilu Betovena, pa se nastavlja u duhu Vagnerovih Tristana i Izolde. Javlja se  promena takta (sa 4/4 na 3/4), pa nastupaju najpre jedan andante quasi allegretto, pa potom jedan misterioso. Andante karakteriše jedna idilična melodija viola koju u imitaciji preuzimaju fagot i klarinet. Misterioso je u ritmu svečane sarabande, pun religiozne veličanstvenosti. U jednom sonatnom stavu, ovo duhovno i pastoralno raspoloženje se razrađuje, isprepliće.
Treći stav je Scherzo - Ziemlich schnell (Skerco - Prilično brzo). Opet je to jedna austrijska seljačka igra. Počinju je voline svojim begovima,nad kojima ostali gudači daju svoja picikata. Iz toga postupno nabujava glavni igrački motiv (to su bočni delovi skerca) koji dostiže svoju kulminaciju u orkestru. U postepenom stišavanju, voline nastavljaju jednim lendlerom na koji virtuozno odgovara oboa. Trio deluje ponešto skriveno, a njega u stilu lendlera donose prve violine i viole, na šta ostali gudači daju svoje picikata. 
Finalni četvrti stav je Allegro. Počinje nemirnim hromatskim osminama u violinama, na koje trube daju prateću figuru, citat Votanovog besa iz trećeg čina Vagnerove Valkire. Druga tema je jedna polka i posve neobično, modulra u Fis-Dur. Njoj kontrapunktira jedan koral. Ovo mesto Brukner je objasnio pričom o dva istovremena, suprotstavljena događaja u jednoj kući: u jednom njenom delu veliki bal, a u drugoj sobi, majstor leži na samrtnoj postelji. I zaključio: Tako je to u životu i to predstavljaju polka i koral. Razvojni deo je kraćeg trajanja i donosi još i obe teme prvog stava i spokojno prelazi u reprizu. Tamo koral iz druge teme dolazi do punog izražaja i uvodi u veličanstvenu kodu, koja u pompeznom toku, donosi reminscenciju na temu u trubama iz početka prvog stava.

## Izvođači
Orkestar Bamberških Simfoničara, dirigent: Eugen Johum
Simfonijski Orkestar Bavarskog Radija, dirigent: Rafael Kubelik
Simfonijski Orkestar Moskovske Radio Televizije, dirigent: Genadij Roždestvenski
Filharmonija Orkestar iz Londona, dirigent: Đuzepe Sinopoli
Simfonijski Orkestar BBC, dirigent: Lovro Matačić.